# Richard Knipping
Richard Knipping (* 28. Juni 1865 in Breckerfeld; † 28. Januar 1950 in Rotholz (Gemeinden Buch, Strass)) war ein deutscher Archivar.

## Leben
Knipping wuchs bei seinem ältesten Bruder in Drabenderhöhe auf. 1889 wurde er an der Universität Bonn promoviert. Nach dem Studium war er mit Hilfe eines Stipendiums am Historischen Archiv der Stadt Köln tätig. Anschließend unterstützte er Karl Menzel bei der Bearbeitung der Regesten der Urkunden der Erzbischöfe von Köln vor 1100. Nach Menzels Tod 1897 bekam Knipping den Auftrag, die Regesten der Urkunden ab 1100 zu bearbeiten.
Knipping war zu diesem Zeitpunkt im Preußischen Archivdienst tätig, zunächst beim Staatsarchiv in Wiesbaden und ab 1897 dann als Hilfsarbeiter, später als Archivassistent und Archivar beim Staatsarchiv in Düsseldorf. Ab 1901 gab Knipping die Bände 2, 3,1 und 3,2 der Regesten der Urkunden der Erzbischöfe von Köln heraus.
1906 wurde Knipping an das Staatsarchiv Koblenz versetzt. Im Ersten Weltkrieg war er ab 1914 Adjutant beim Wehrbezirkskommando Koblenz, später wurde er ins Generalkommando Koblenz abgeordnet. Währenddessen verschlechterte sich sein Gesundheitszustand dermaßen, dass er 1920 in den Ruhestand versetzt wurde. Knipping zog an den Chiemsee und 1932 nach Tirol.

## Veröffentlichungen
- Beiträge zur Diplomatik der Kölner Erzbischöfe des 12. Jahrhunderts .... Universitäts-Buchdruckerei von Carl Georgi, Bonn 1889 (Bonn, Phil. Fak., Inaug.-Diss. v. 18. Jun. 1889).
- Ein mittelalterlicher Jahreshaushalt der Stadt Köln (1379). DuMont-Schauberg, Köln 1895.
- Die Kölner Stadtrechnungen des Mittelalters mit einer Darstellung der Finanzverwaltung.
  - Bd. 1: Die Einnahmen und Entwicklung der Staatsschuld. Behrendt, Bonn 1897 (Publikationen der Gesellschaft für rheinische Geschichtskunde; 15,1).
  - Bd. 2: Die Ausgaben Behrendt, Bonn 1898 (Publikationen der Gesellschaft für rheinische Geschichtskunde; 15,2).

Bearb.: Die Regesten der Erzbischöfe von Köln im Mittelalter.
- Bd. 2: 1100–1205. Hanstein, Bonn 1901 (Publikationen der Gesellschaft für Rheinische Geschichtskunde; 20).
- Bd. 3: 1205–1304
  - Bd. 3,1: 1205–1261. Droste, Düsseldorf 1909 (Publikationen der Gesellschaft für Rheinische Geschichtskunde; 21,3,1).
  - Bd. 3,2: 1261–1304: und Register zu beiden Hälften. Droste, Düsseldorf 1913 (Publikationen der Gesellschaft für Rheinische Geschichtskunde; 21,3,2)

- Niederrheinische Archivalien in der Nationalbibliothek und dem Nationalarchiv zu Paris. Hirzel, Leipzig 1904 (Mitteilungen der Preussischen Archivverwaltung; 8).
- mit Theodor Ilgen: Die neuen Dienstgebäude der Staatsarchive Coblenz und Düsseldorf. Hirzel, Leipzig 1907 (Mitteilungen der Preussischen Archivverwaltung; 9).